# Radomir Kratschmar
Radomir Kratschmar (* 17. September 1950) ist ein ehemaliger deutsch-tschechischer Eishockeyspieler, der unter anderem für den EHC Freiburg in der Bundesliga aktiv war, den Großteil seiner Laufbahn allerdings in der 2. Bundesliga verbrachte.

## Karriere
Nach seinen ersten beiden Profijahren beim HC Přerov in der 1. Česká národní hokejová liga (1. ČNHL) kam Radomir Kratschmar Anfang der 1980er Jahre nach Deutschland, wo er den Großteil seiner Karriere bestreiten sollte. Seine erste Station war der ECD Iserlohn aus der 2. Bundesliga, für den er in der Saison 1980/81 allerdings nur ein Spiel absolvierte.
Langfristiger und erfolgreicher gestalteten sich seine Jahre in der Südstaffel der 2. Bundesliga. In der Spielzeit 1982/83 kam Kratschmar beim ERC Freiburg unter, mit dem er am Ende der Saison die Meisterschaft feiern konnte. In den folgenden beiden Jahren konnte er diesen Erfolg mit dem SV Bayreuth wiederholen. Ab 1985 spielte er für den neu gegründeten und gerade in die 2. Bundesliga aufgestiegenen EHC Freiburg, der sich schnell in der Spitzengruppe der Liga etablieren konnte. Nach der Zweitliga-Meisterschaft 1987 gelang ein Jahr später zusätzlich auch der Aufstieg in die Bundesliga. In den beiden folgenden Bundesliga-Spielzeiten kam Kratschmar aber nur insgesamt zweimal zum Einsatz.
Nach einigen Jahren Pause feierte er in der Saison 1994/95 im Alter von 43 Jahren noch einmal ein Comeback beim EHC. An der Seite des Spielertrainers Thomas Dolak senior fungierte er als mitspielender Co-Trainer und führte das Team zur Meisterschaft. Anschließend beendete er seine Karriere endgültig. 

## Erfolge und Auszeichnungen
- 1983 Meister der 2. Bundesliga und Aufstieg in die Bundesliga mit dem ERC Freiburg
- 1984 Meister der 2. Bundesliga mit dem SV Bayreuth
- 1985 Meister der 2. Bundesliga und Aufstieg in die Bundesliga mit dem SV Bayreuth
- 1987 Meister der 2. Bundesliga mit dem EHC Freiburg
- 1988 Meister der 2. Bundesliga und Aufstieg in die Bundesliga mit dem EHC Freiburg
- 1995 Meister der 1. Liga mit dem EHC Freiburg

## Karrierestatistik
(Legende zur Spielerstatistik: Sp oder GP = absolvierte Spiele; T oder G = erzielte Tore; V oder A = erzielte Assists; Pkt oder Pts = erzielte Scorerpunkte; SM oder PIM = erhaltene Strafminuten; +/− = Plus/Minus-Bilanz; PP = erzielte Überzahltore; SH = erzielte Unterzahltore; GW = erzielte Siegtore; 1 Play-downs/Relegation; Kursiv: Statistik nicht vollständig)